# Krople
Krople (łac. guttae) – postać leku służąca do aplikacji roztworów substancji leczniczych w znacznych stężeniach i z tego względu odmierzanych kroplami, w niewielkich ilościach. Są podawane wewnętrznie (doustnie) lub do worka spojówkowego, do jamy nosowej, do przewodu słuchowego zewnętrznego.
Często w postaci kropli do stosowania wewnętrznego stosuje się wyciągi roślinne, na przykład nalewki.